# Лиза дель Джокондо
Ли́за дель Джоко́ндо (итал. Lisa del Giocondo, 15 июня 1479, Флоренция — 15 июля 1542, там же, по другим данным, около 1551), также известная как Ли́за Герардини, Джоко́нда и Мо́на Ли́за — знатная флорентийка, предположительно изображённая на знаменитой картине Леонардо да Винчи.
О Лизе дель Джокондо известно немного. Родилась во Флоренции в знатной семье. Рано вышла замуж за торговца тканями, родила шестерых детей и, по всей вероятности, вела размеренную жизнь среднего класса эпохи Возрождения.
Спустя несколько столетий после её смерти её портрет, Мона Лиза, приобрёл мировое признание и в настоящее время считается одним из величайших произведений искусства в истории. Картина вызывает интерес исследователей и любителей и стала предметом самых разнообразных предположений. Окончательно соответствие между Лизой дель Джокондо и Моной Лизой было установлено в 2005 году.

## Биография

### Детство
В эпоху Кватроченто Флоренция была одним из крупнейших и богатейших городов в Европе. Конечно, жизнь не была одинаково хороша для всех — в то время существовало огромное социальное неравенство. Лиза принадлежала к древнему аристократическому роду, который со временем утратил влияние.
Её мать, Лукреция дель Каччия, была третьей женой Антона-Мария ди Нольдо Герардини (итал. Antonmaria di Noldo Gherardini). Две другие умерли при родах. Герардини владел шестью фермами в Кьянти, где выращивали пшеницу, производили вино и оливковое масло и держали скот.
Лиза родилась 15 июня 1479 года на улице Маджо. Впрочем, долгое время местом её рождения считалось поместье Вилла-Виньямаджо (итал. Villa Vignamaggio), неподалёку от Греве. Девочку назвали Лизой в честь бабушки по отцовской линии. У Лизы было три сестры и трое братьев, она была самым старшим ребёнком в семье.
Семья жила во Флоренции, вначале неподалёку от Санта-Тринита, позже переехала в съемный дом около Санто-Спирито, по всей вероятности из-за финансовых проблем, не позволявших поддерживать прежний дом в хорошем состоянии.

## Замужество и поздние годы
5 марта 1495 года, в возрасте 15 лет, Лиза вышла замуж за Франческо ди Бартоломео ди Дзаноби дель Джокондо (итал. Francesco di Bartolomeo di Zanobi del Giocondo), относительно успешного торговца тканями и стала его третьей по счёту женой. Приданое Лизы составили 170 флоринов и ферма Сан-Сильвестро неподалёку от семейного дома. На основании этих данных можно заключить, что, во-первых, Герардини не были богаты, а, во-вторых, что брак был основан на любви.
Можно утверждать, что супруги принадлежали к среднему классу. Брак мог повысить социальный статус Лизы, поскольку семья её супруга могла быть богаче её собственной. С другой стороны, брак был выгоден и Франческо, поскольку он породнился со «старинным родом».
В 2015 году место захоронения Лизы дель Джокондо было обнаружено группой итальянских учёных под руководством Сильвано Винчети под полом бывшей церкви флорентийского монастыря святой Урсулы.

## Мона Лиза

Мона Лиза, Леонардо да Винчи, Лувр

Как и многие другие флорентийцы, Франческо был ценителем искусства и оказывал покровительство художникам. Его сын, Бартоломео, поручил Антонио ди Доннино Мацциери украсить фреской семейный склеп в базилике Сантиссима-Аннунциата. Андреа дель Сарто по заказу другого члена семьи нарисовал Мадонну. Франческо заказал у Доменико Пулиго (итал. Domenico Puligo) картину, изображающую Святого Франциска Ассизского.
Общепринятая версия гласит, что портрет именно Лизы дель Джокондо был написан Леонардо, и в таком случае, он мог быть заказан художнику её мужем, вероятно, чтобы отметить рождение сына и покупку дома.

### Комментарии
1. ↑  Или арендовал их.

### На английском языке
- Pallanti, Giuseppe. Mona Lisa Revealed: The True Identity of Leonardo's Model (англ.). — Florence, Italy: Skira, 2006. — ISBN 88-7624-659-2.
- Sassoon, Donald. Mona Lisa: the Best-Known Girl in the Whole Wide World (англ.) // History Workshop Journal[англ.] : journal. — Oxford University Press, 2001. — Vol. 2001, no. 51. — P. Abstract. — ISSN 1477-4569. — doi:10.1093/hwj/2001.51.1.